# Guido Limbach
Guido Limbach (* 2. Dezember 1966) ist ein ehemaliger deutscher Fußballtorwart.
Limbach stand in der Saison 1986/87 beim Bundesligisten FC 08 Homburg unter Vertrag. Er war der Ersatzmann von Stammtorhüter Klaus Scherer; diesen vertrat er im Saisonverlauf einmal. Am 15. Spieltag wurde er bei der 1:2-Niederlage von Trainer Udo Klug eingewechselt. Am Ende der Spielzeit stand der 16. Platz und damit die Teilnahme an der Relegation zu Buche, in der sich Homburg gegen den FC St. Pauli durchsetzen konnte und somit die Liga hielt. In der folgenden Saison gehörte Limbach jedoch nicht mehr zum Homburger Bundesligakader.